# Joachim Dalsass

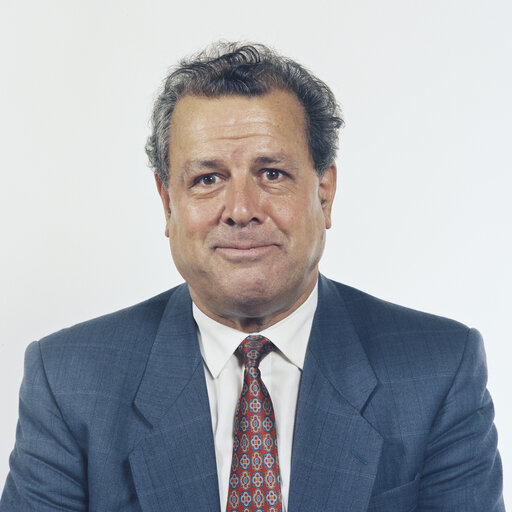
Joachim Dalsass

Joachim Dalsass (* 3. Dezember 1926 in Leifers; † 8. Oktober 2005 ebenda) war ein Südtiroler Politiker (SVP) und Europaparlamentarier.

## Leben
Joachim Dalsass wuchs in Petersberg (Gemeinde Deutschnofen) auf, wo er auch viele Jahre lebte. Im Zweiten Weltkrieg war er an der Ostfront im Einsatz. Danach studierte er an der Universität Parma Rechtswissenschaften, um dann für die autonome Region Trentino-Südtirol zu arbeiten.
Im Juni 1956 wurde Dalsass Vizebürgermeister von Leifers. Im Dezember desselben Jahres zog er als Abgeordneter in den Südtiroler Landtag und damit gleichzeitig in den Regionalrat Trentino-Südtirol ein. Gleich in seiner ersten Legislaturperiode gehörte er als Mitglied des Kabinetts Pupp der Landesregierung an, in der er sich als Landesrat für Sozialwesen unter anderem um die Rücksiedlung der Optanten kümmerte. Von 1960 bis 1974 war Dalsass in den Kabinetten Magnago I, Magnago II und Magnago III Landesrat für öffentliche Arbeiten. 1969 stellte sich Dalsass gegen die Annahme des Südtirol-Pakets bei der SVP-Landesversammlung vom 22. November. Um das Auseinanderbrechen der Partei zu verhindern, wurde Dalsass darauf zum Obmannstellvertreter gewählt, was er bis 1984 blieb. 1974 wurde er gegen seinen Willen Landwirtschaftslandesrat im Kabinett Magnago IV, von 1978 bis 1979 war er Landtagspräsident.
Der Höhepunkt seiner politischen Karriere war seine Wahl ins Europaparlament 1979. Diesem gehörte Dalsass für die ersten drei Legislaturperioden bis 1994 an.
Nach seiner politischen Karriere war der Ehemann von Irmtraud („Traudl“) und Vater von vier Kindern Obmann der Raiffeisenkasse Leifers. Dalsass wurde 1992 Ehrenbürger seiner Heimatgemeinde Deutschnofen und erhielt 1995 das Goldene Ehrenzeichen für die Verdienste um die Republik Österreich. Weiters wurde er mit dem Ehrenzeichens in Gold des Südtiroler Bauernbunds, dem Bundesverdienstkreuz am Bande sowie dem Bayerischen Verdienstorden ausgezeichnet.